# Szajanszk
Szajanszk (oroszul: Саянск) város Oroszország ázsiai részén, az Irkutszki területen, a régió legfiatalabb városa. Vegyipara jelentős.
Lakossága: 40 800 fő (a 2010. évi népszámláláskor).
Az Irkutszk–Cseremhov-síkságon, az Oka partján fekszik, Irkutszktól 270 km-re északnyugatra. A várostól 9 km-re vezet az M-53 „Bajkál” jelű autóút Krasznojarszk–Irkutszk közötti szakasza. A legközelebbi, 20 km-re fekvő város Zima, a transzszibériai vasútvonal jelentős állomása. 
Szajanszk építése 1970-ben kezdődött, 1985-ben városi rangot kapott. A Zimai járásban bányászott kősó az alapanyaga az itt kialakított vegyipari központnak. A kősóból többek között nátrium-hipokloritot és vinil-klorid készül, az utóbbiból a város országos jelentőségű vegyipari kombinátjában PVC-t állítanak elő. 2010-ben innen származott az ország megtermelt PVC 45%-a. 
A fiatal város lakónegyedeit az ipari zónától 12 km-re alakították ki.